# Newnham Castle
Newnham Castle ist eine Burgruine im Dorf Newnham in der englischen Grafschaft Kent.

## Geschichte
Newnham Castle war eine normannische Burg, die vermutlich Fulk de Newnham Mitte des 12. Jahrhunderts, im Bürgerkrieg der Anarchie errichten ließ. Die Burg lag auf einem Felsvorsprung nördlich des Dorfes und war eine Motte. Sie hatte einen Donjon mit einer Grundfläche von ungefähr 6,2 Meter × 6,1 Meter und 1,8 Meter dicken Mauern mit unüblich gerundeten Ecken. Gegen den Donjon wurde ein Mound aufgeschüttet, ähnlich wie dies bei Farnham Castle geschah.